# (72558) 2001 ER5
2001 إي أر 5 (ويعرف أيضًا باسم (72558) 2001 إي أر 5 وفق تسمية الكوكب الصغير) (بالإنجليزية: 2001 ER5)‏ هو كويكب ضمن حزام الكويكبات؛ وترتيبه 72558 من حيث الاكتشاف.
اكتُشف هذا الجُرم الفلكي بواسطة مرصد لويل للبحث عن الأجرام القريبة من الأرض في 2 مارس 2001.

## وصلات خارجية
- (72558) 2001 ER5 في قاعدة بيانات مختبر الدفع النفاث لأجرام النظام الشمسي الصغيرة

- الاكتشاف · مخطط المدار ·  العناصر المدارية · المعلمات المادية

- (72558) 2001 ER5 على موقع ويكي سكاي: DSS2, SDSS, GALEX, IRAS, Hydrogen α, X-Ray, Astrophoto, Sky Map, Articles and images